# Flurane
Flurane sind neben Halothan und Distickstoffmonoxid (Lachgas, N2O) die wichtigsten Inhalations-Narkotika. Sie zeichnen sich durch Niedermolekularität, hohen Dampfdruck und niedrigen Siedepunkt aus. Als funktionelle Gruppe enthalten sie eine Ether-Brücke und sind mehrfach halogeniert. Daher werden sie auch "Haloether" genannt.
Flurane besitzen sehr gute hypnotische und gering ausgeprägte analgetische sowie in unterschiedlichem Maße geringe muskelrelaxierende Eigenschaften. Von einer damit durchgeführten Mononarkose für schmerzhafte Eingriffe wird beim Menschen daher abgeraten; die Flurane sind dann mit Analgetika zu kombinieren (balancierte Anästhesie). Alle volatilen Anästhetika führen dosisabhängig zu Bewusstseinsverlust, Atemdepression und Abnahme und/oder Sistieren (Stillstand der Reflextätigkeit).
Flurane sind farblos und nicht brennbar. Sie sind reaktionsträge und relativ stabil gegen Licht. Sie interagieren nicht mit Metallen oder Kunststoffen, können aber teilweise Kunststoffe oder deren Additive lösen. Ihr Geruch ist stechend, und sie wirken reizend auf die oberen Atemwege. Lediglich Sevofluran hat einen milden, angenehmen Geruch und eignet sich daher als einziges volatiles Anästhetikum auch zur Narkoseeinleitung mit einer Maske.

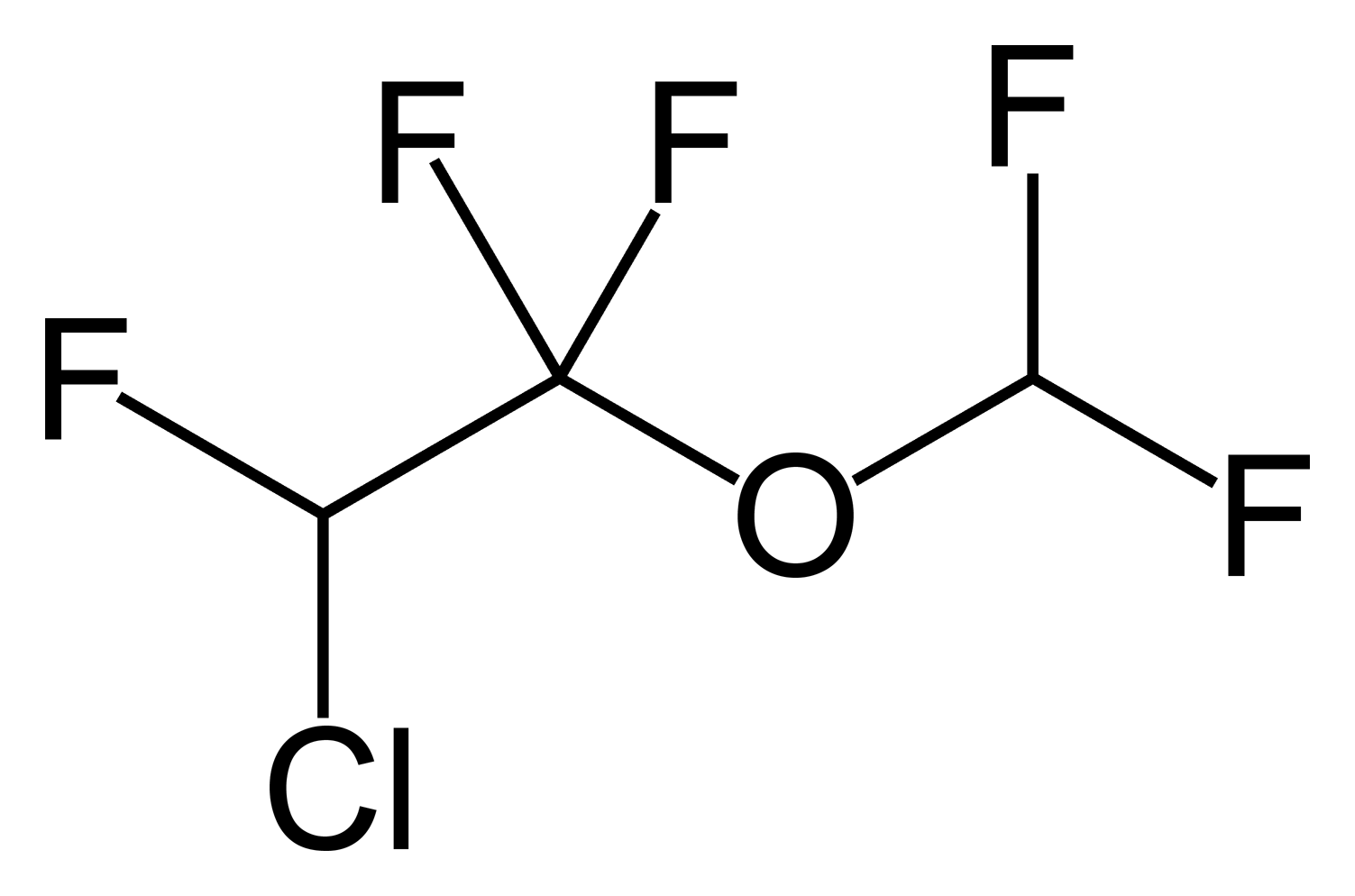
Struktur von Enfluran

Zu den Fluranen zählen Enfluran, Isofluran, Sevofluran, Desfluran und Methoxyfluran. Sie sind im Handel als Flüssigkeiten erhältlich. Die größten Lieferanten von Fluranen sind Abbott Laboratories und Baxter International. Um eine leichte Identifikation zu ermöglichen, sind Fluran-Gebinde mit einer Kennfarbe versehen: Enfluran (Orange), Isofluran (Violett), Sevofluran (Gelb) und Desfluran (Blau).